# یوانیس فونتولیس
یوانیس فونتولیس (یونانی: Γιάννης Φουντούλης؛ زادهٔ ۲۵ مهٔ ۱۹۸۸) بازیکن واترپلو اهل یونان است.